# Francesco Bissolotti
Francesco Bissolotti, né le 2 avril 1929 à Soresina et mort le 31 janvier 2019, est un luthier et un restaurateur d'instruments à cordes italien de Crémone.

## Biographie
Francesco Bissolotti est devenu luthier après avoir approfondi les techniques d'ébénisterie, marqueterie et sculpture sous l'égide de Pietro Sgarabotto à l'«école de lutherie de Crémone», où il sera professeur vingt deux ans, de 1960 à 1982.
Ses instruments sont vendus dans différentes parties du monde. Parmi les nombreux musiciens qui utilisent ses créations, on trouve notamment les altistes Dov Scheindlin et Kim Kashkashian et les violonistes Uto Ughi et Salvatore Accardo,. Pour ce dernier, Bissolotti a spécialement construit une "controviola" à cinq cordes que Salvatore Accardo a utilisée dans son enregistrement de la Sonata per la Grand Viola de  Niccolò Paganini pour EMI.
Quatre de ses fils sont également devenus luthiers : Tiziano, Marco Vinicio, Maurizio et Vincenzo,.
Il a joué un rôle important dans la restructuration du Museo Stradivariano de la ville. En son hommage, une exposition s'est tenue à la Fondation Stradivari - Musée du Violon à Crémone en 2019.